# Alsózúgó
Alsózúgó (1899-ig Alsó-Rusbach, szlovákul: Nižné Ružbachy, németül: Unter-Rauschenbach) község Szlovákiában, az Eperjesi kerület Ólublói járásában.

## Fekvése
Ólublótól 10 km-re délnyugatra, a Poprád bal partján, a Poprádi és a Lublói-medence közötti szorosban fekszik.

## Története
1287-ben „Rauscenbach” néven említik először. Ez volt az első felvidéki település, melyet a német jog alapján telepítettek be. 1303-ban „Ruzenbach”, 1329-ben „Antiqua Rusunbach” alakban szerepel. A podolini uradalom része volt. Mivel Zsigmond ezt is elzálogosította, 1412-től 1772-ig Lengyelországhoz tartozott. Lakosai híres marhakereskedők voltak. Papírmalma 1755-től a 19. század első feléig működött.
A 18. század végén Vályi András így ír róla: „Alsó, és Felső Ruszbach. Szepes Várm.; Alsónak Ispotállya is van, Podolinhoz tartozik; határjok sovány, legelőjök, fájok van; Poprád vize el szokta önteni.”
1828-ban 120 háza volt és két malom is működött a faluban.
Fényes Elek 1851-ben kiadott geográfiai szótárában így ír a faluról: „Alsó-Ruszbach, Unter-Rauschendorf, tót falu, Szepes vgyében, rónaságon, közel a Poprádhoz, a gallicziai országutban, ut. p. Késmárkhoz északra 2 órányira. Középszerű földe terem árpát, zabot, burgonyát, lent, káposztát, répát. Van 780 rom. kath. lakosa, tornyos templommal, és szépen épült lelkészlakkal. Urbéri egész telek 25, zsellér 24, de majorsági föld az erdőn kivül más nincs. Találtatik itt 1 papirgyár, 2 malom, 1 vendégfogadó. A helységet egy patak futja keresztül, melly télen nem fagy be. Lakosai marhával kereskednek. A helység földesura volt Mayer Ignácz bécsi nagykereskedő, de tőle megvették Probstner és Prihradny szepesi urak.”
1920 előtt Szepes vármegye Ólublói járásához tartozott.

## Népessége
| Év:            | 1994. | 2004.   | 2014.   | 2024.   |
| -------------- | ----- | ------- | ------- | ------- |
| Emberek száma: | 649   | 639     | 634     | 622     |
| Eltérés:       |       | -1,54 % | -0,78 % | -1,89 % |

| Év:            | 2023. | 2024.   |
| -------------- | ----- | ------- |
| Emberek száma: | 620   | 622     |
| Eltérés:       |       | +0,32 % |

1910-ben 714, túlnyomórészt szlovák lakosa volt.
2001-ben 635 lakosából 633 szlovák volt.
2011-ben 609 lakosából 572 szlovák.

## Nevezetességei
- Szent Katalinnak szentelt gótikus, római katolikus temploma a 13. században épült, később barokk stílusban átépítették.
- Klasszicista kastélya 1800-ban épült.
- Ipari műemléke a 18. századi papírmalom.